# Kollektiv på Christiania
Kollektiv på Christiania er en dansk dokumentarfilm fra 1973, der er instrueret af Aase Steensen.

## Handling
Filmen handler om nogle mennesker, der i 1972/73 flytter på Christiania. De fortæller om deres forudsætninger for og deres mening med at bo dér og med at bo i kollektiv.